# Saykogel
Saykogel (även Seikogel) är en bergstopp i Österrike. Den ligger i distriktet Imst och förbundslandet Tyrolen, i den västra delen av landet. Toppen på Saykogel är 3 355 meter över havet.
Den högsta punkten i närheten är Hauslabkogel, 3 402 meter över havet, söder om Saykogel.
Trakten runt Saykogel består i huvudsak av kala bergstoppar och isformationer.